# Quercus douglasii
Quercus douglasii Hook. & Arn., 1840 è un albero appartenente alla famiglia Fagaceae diffuso in America settentrionale. È una specie di quercia endemica della California, tra la Coast Ranges e la Sierra Nevada. È la quercia più tollerante alla siccità della California ed è una specie dominante nell'ecosistema di boschi di querce. Occasionalmente è noto come "quercia di montagna" e "quercia di ferro".